# Thomas Barnes Cochrane, 11th Earl of Dundonald
Thomas Barnes Cochrane, 11th Earl of Dundonald, škotski plemič in častnik, * 14. april 1814, † 15. januar 1885.
31. oktobra 1860 je nasledil svojega očeta kot enajsti Earl of Dundonald. V letih 1879 in 1885 je bil predstavniški plemič (Representative Peer) Škotske.

## Družina
Cochrane se je 1. decembra 1847 poročil s Louiso Harriet MacKinnon, s katero sta imela sedem otrok:
- Louisa Katherine Emma Cochrane,
- Alice Laura Sophia Cochrane,
- Elizabeth Mary Harriet Cochrane,
- Esther Rose Georgina Cochrane,
- Thomas Alexander Cochrane,
- generalporočnik Sir Douglas Mackinnon Baillie Hamilton Cochrane, 12th Earl of Dundonald.
- podpolkovnik Thomas Horatio Arthur Ernest Cochrane, 1st Baron Cochrane of Cults